# Daoxin
Daoxin (em japonês: Dōshin, 580 - 651) foi o Quarto Patriarca da tradição Zen na China.
A primeira menção a Daoxin é encontrada nas Biografias Adicionais de Monges Eminentes (Hsü kao-seng chuan), de Tao-hsuan, escritas em 645. A seguir ele aparece nos Registros da Transmissão do Tesouro do Dharma (Sh’uan fa-pao chi), escritos em torno de 712, e no século XIII ele também é citado no Compêndio das Cinco Lâmpadas (Wudeng Huiyuan), do monge Dachuan Lingyin Puji. Assim como no caso dos outros Patriarcas, as informações destas fontes não são completamente confiáveis.
Daoxin, pertencente à família Ssu-ma, nasceu em Huai-ning, Anhwei. Começou a estudar o Budismo com sete anos com um mestre de conduta inadequada, mas por sua própria conta seguia um comportamento austero. Quando estava com 14 anos encontrou Sengcan, o Terceiro Patriarca, um mestre impecável, e travou-se entre eles o seguinte diálogo:
Daoxin: Imploro a compaixão do Mestre. Por favor ensina-me como obter a libertação.
Sengcan: Há alguém que te prenda?
Daoxin: Não.
Sengcan: Então por que buscar a libertação se não existe opressor?
Ao ouvir estas palavras, Daoxin foi iluminado, e seguiu Sengcan pelos próximos nove anos. Quando Sengcan refugiou-se nas montanhas Lofu não permitiu que Daoxin o acompanhasse, ordenando que ele permanecesse para proteger e disseminar o Dharma.
Nos dez anos seguintes Daoxin estudou com Zhinkai nos montes Lu. Zhinkai era um adepto das escolas Taintai e Sanlun, e costumava empregar a recitação do nome de Buda como parte da disciplina, e estas práticas tiveram influência sobre o ensino posterior de Daoxin.
Em 617 Daoxin e alguns discípulos viajaram para a atual Ji'an, que estava sob cerco de bandidos. Daoxin ensinou o Sutra Mahaprajnaparamita aos cidadãos, o que levou os inimigos da cidade a levantarem o cerco. Mais tarde ele e alguns seguidores se estabeleceram no Templo da Montanha Leste em Shuangfeng, onde ele ensinou o Zen durante 30 anos, atraindo numerosos discípulos, entre leigos e monges. Em 643 o imperador Tai Zong convidou Daoxin por duas vezes para a capital, mas Daoxin não apareceu. Na terceira vez o imperador disse ao seu emissário para trazer ou Daoxin ou a sua cabeça. Quando o emissário encontrou o Patriarca e explicou a ordem que havia recebido do imperador, Daoxin esticou seu pescoço para que ele pudesse cortar a sua cabeça mais facilmente. O emissário ficou tão espantado que o deixou viver e relatou o ocorrido ao imperador, que passou a honrá-lo como um monge exemplar.
Em agosto de 651 Daoxin ordenou aos seus discípulos que erguessem uma stupa, onde ele deveria ser enterrado. As fontes divergem sobre a forma como ele transmitiu o Dharma a seu sucessor. Algumas dizem que afirmou ter feito muitos delegados em vida, enquanto outras referem que, quando instado pelos monges a indicar um sucessor, olhou em torno, deu um suspiro, e disse: "Hongren é um pouco melhor". 
Os ensinamentos de Daoxin e seu sucessor Hongren são conhecidos como os Ensinamentos da Montanha Leste, precursores do florescimento do Zen em escala nacional que aconteceria nos 75 anos seguintes. Ao contrário de seus antecessores, Daoxin foi o primeiro mestre Zen a se estabelecer em um único local por um longo período, desenvolvendo uma comunidade estável que seria o modelo para a fundação de inúmeros mosteiros Zen em toda a China, onde além das práticas espirituais meditativas era enfatizado o trabalho diário nas lavouras e na administração para sobrevivência das comunidades, que já não podiam depender exclusivamente de esmolas, embora a forma exata como viviam estes monges ainda seja objeto de debates e alguns pesquisadores afirmem que teria havido algum tipo de financiamento externo. De qualquer maneira depois de Daoxin a aplicação das práticas religiosas aos aspectos prosaicos da vida se tornou uma característica central nos ensinamentos Zen chineses.
Uma coletânea de ensinamentos de Daoxin não viria à luz antes do século VIII, na forma dos Cinco Portões de Daoxin. Fontes desta época o citam como utilizando os Sutras Prajnaparamita e da Terra Pura, mas não se sabe em que extensão eram empregados. O certo é que a meditação era fundamental para a pedagogia espiritual de Daoxin, como ele consta em um crônica tardia dizendo: "Sejam diligentes na meditação. Sentar-se (zazen) para a meditação é o principal. Não leiam os sutras, não discutam com ninguém!" Conta-se que em seu leito de morte teria dito: "Toda a miríade de Dharmas do mundo vai ser perdida. Cada um de vocês proteja este entendimento e o transmita para o futuro!"